# رجل عصابة أمريكي (فلم)
رجل عصابة أمريكي (بالإنجليزية: American Gangster) هو فيلم جريمة تم إنتاجه عام 2007، من إخراج ريدلي سكوت وبطولة دنزل واشنطن وراسل كرو، أنتجت شركة الأفلام العالمية هذا الفيلم وتم إصداره في الولايات المتحدة وكندا في 2 نوفمبر 2007، تم ترشيح الفيلم لجائزتين أكاديمتين, أحدها لأفضل ممثلة مساعدة وترشحت لها روبي دي والتي ظهرت على الشاشة لأقل من عشر دقائق.

## القصة
في بداية السبعينات ارتفع فساد الشرطة في نيويورك إلى حد أسطوري من جهة أخرى واصلت الحرب في فيتنام حصدها لأرواح الجنود الأمريكان وهذا ما سبب نوعاً ما في انتشار مهول لمستعملي المخدرات في البلاد، فأصبحت المافيا هي المسيطر الوحيد على الشارع في المدينة وكانت تدفع للقضاة والمحامين وأعضاء الشرطة من أجل السماح لهم ببيع المخدرات بشكل مريح.
لكن وفجأة ظهر في الشارع اسم جديد لا يعرفه أحد بعثر سرور هذا النظام ألا وهو فرانك لوكاس.
لوكاس كان يعيش في ظل عراب السود في هارلم وهو بومبي جونسون، الذي كان يقوم بحمايته، وعندما توفي العراب بسبب سكتة قلبية يحاول لوكاس الحفاظ على أعمال هذا الأخير لكن شيئاً فشيئاً أصبحت له أعمال حرة واستطاع إنشاء عصابته الخاصة وبسبب عدم ثقته في أي أحد شكل معظم عصابته من أفراد أسرته.
فرانك لوكاس غير معروف من طرف الشرطة كفرد من عصابة كوستا نوسترا حيث يسافر إلى فيتنام ليقابل أحد أصدقائه وهو ضابط أمريكي ليساعده في ملاقاة أكبر مروجي المخدرات في هذا البلد بعد الاتفاق يحصل لوكاس على كمية لا بأس بها من الهيروين التي تتميز بجودة عالية لكن في المقابل رخيصة في الثمن وبمساعدة بعض ضباط المارينز الأمريكي استطاع لوكاس أن يدخل هذا المنتج إلى البلاد عندها وبسبب سلعته المتميزة في السوق بالجودة وقلة ثمنها حققت شهرة خيالية أصبحت تنافس العديد من سلع مروجي المخدرات الشيء الذي خلق له أعداء كثر بسبب تهديده لمصالح أعمالهم.
بينما كان يحقق لوكاس أرباحاً خيالية وهو بعيد عن أعين الشرطة ومنافسيه في السوق, كلف مفتش الشرطة روبرت للبحث في قضية انتشار المخدرات في البلاد وما مصدر هذا النوعية الجديدة ومن هو الرأس المدبر لكل هذه العمليات.
ومن هنا تبدأ لعبة غريبة بين لوكاس وروبرت حيث يجمعهم القدر.

## الأدوار الرئيسية
| الممثل                | الدور الرئيسي         |
| --------------------- | --------------------- |
| دنزل واشنطن           | فرانك لوكاس           |
| راسل كرو              | ريتشارد "ريتشي" روبرت |
| جون أوريتز            | خافيير ريفيرا         |
| ليماري نادال          | إيفا كيندو لوكاس      |
| شيويتل إجيفور         | هوي لوكاس             |
| جوش برولين            | ترومبو                |
| تيد ليفين             | كابتن لو توباك        |
| RZA                   | موسيس جونز            |
| مالكوم جودوين         | جيمي زي               |
| روبي دي               | والدة لوكاس           |
| آرماند أسانت          | دومينيك كاتانو        |
| كوبا جودينج جونيور    | نيكي بارنز            |
| روجر جونفر سميث       | نات                   |
| كارلا جوجينو          | لوري روبرتس           |
| إدريس إلبا            | تانجو                 |
| جون بوليتو            | روسي                  |
| روجر بارت             | المحامي الأمريكي      |
| كلارنس ويليامز الثالث | إلسورذ بومبي جونسون   |
| كليفورد هاريس         | ستيف لوكاس            |
| لوني لين              | ترنر لوكاس            |

## وصلات خارجية
- الموقع الرسمي
- رجل عصابة أمريكي على موقع IMDb (الإنجليزية)
- رجل عصابة أمريكي على موقع ميتاكريتيك (الإنجليزية)
- رجل عصابة أمريكي على موقع الموسوعة البريطانية (الإنجليزية)
- رجل عصابة أمريكي على موقع روتن توميتوز (الإنجليزية)
- رجل عصابة أمريكي على موقع نتفليكس (الإنجليزية)
- رجل عصابة أمريكي على موقع قاعدة بيانات الأفلام العربية
- رجل عصابة أمريكي على موقع ألو سيني (الفرنسية)
- رجل عصابة أمريكي على موقع Turner Classic Movies (الإنجليزية)
- رجل عصابة أمريكي على موقع أول موفي (الإنجليزية)
- رجل عصابة أمريكي على موقع بوكس أوفيس موجو (الإنجليزية)